# Panamerikanische Spiele 2023/Boxen
Bei den Panamerikanischen Spielen 2023 in der chilenischen Hauptstadt Santiago de Chile fanden vom 19. bis 27. Oktober 2023 im Boxen 13 Wettbewerbe statt, davon sieben bei den Männern und sechs bei den Frauen. Austragungsort war das Olympic Training Center.

## Bilanz

### Medaillenspiegel
| Platz  | Land                    | Gold | Silber | Bronze | Gesamt |
| ------ | ----------------------- | ---- | ------ | ------ | ------ |
| 1      | Brasilien               | 4    | 5      | 3      | 12     |
| 2      | Vereinigte Staaten      | 2    | 2      | 2      | 6      |
| 3      | Kuba                    | 2    | 1      | 1      | 4      |
| 4      | Kanada                  | 2    | —      | 4      | 6      |
| 5      | Kolumbien               | 1    | 2      | 3      | 6      |
| 6      | Mexiko                  | 1    | 1      | 1      | 3      |
| 7      | Dominikanische Republik | 1    | —      | 2      | 3      |
| 8      | Ecuador                 | —    | 1      | 2      | 3      |
| 9      | Panama                  | —    | 1      | 1      | 2      |
| 10     | Argentinien             | —    | —      | 2      | 2      |
| 10     | Venezuela               | —    | —      | 2      | 2      |
| 12     | Chile                   | —    | —      | 1      | 1      |
| 12     | Haiti                   | —    | —      | 1      | 1      |
| 12     | Puerto Rico             | —    | —      | 1      | 1      |
| Gesamt | Gesamt                  | 13   | 13     | 26     | 52     |

### Medaillengewinner
Männer
| Disziplin   | Gold                | Silber                 | Bronze                                     |
| ----------- | ------------------- | ---------------------- | ------------------------------------------ |
| Bis 51 kg   | Yunior Alcántara    | Michael Trindade       | Roscoe Hill Ramón Quiroga                  |
| Bis 57 kg   | Jahmal Harvey       | Saidel Horta           | Luiz Gabriel Oliveira José de los Santos   |
| Bis 63,5 kg | Wyatt Sanford       | Miguel Martínez        | Yuri Falcão Alexy de la Cruz               |
| Bis 71 kg   | Marco Verde         | José Gabriel Rodríguez | Junior Petanqui Eduardo Beckford           |
| Bis 80 kg   | Arlen López         | Wanderley Pereira      | Abraham Buonarrigo Cédrick Belony-Dulièpre |
| Bis 92 kg   | Julio César La Cruz | Keno Machado           | Bryan Colwell Julio Castillo               |
| Über 92 kg  | Joshua Edwards      | Abner Teixeira         | Fernando Arzola Cristian Salcedo           |

Frauen
| Disziplin | Gold                | Silber           | Bronze                               |
| --------- | ------------------- | ---------------- | ------------------------------------ |
| Bis 50 kg | Caroline de Almeida | Jennifer Lozano  | Mckenzie Wright Íngrit Valencia      |
| Bis 54 kg | Yeni Arias          | Tatiana Chagas   | Johana Gómez Denisse Bravo           |
| Bis 57 kg | Jucielen Romeu      | Valeria Arboleda | Ashleyann Lozada Omailyn Alcalá      |
| Bis 60 kg | Beatriz Ferreira    | Angie Valdés     | Jajaira Gonzalez María José Palacios |
| Bis 66 kg | Bárbara dos Santos  | Morelle McCane   | Charlie Cavanagh Camila Camilo       |
| Bis 75 kg | Tammara Thibeault   | Atheyna Bylon    | Citlalli Ortiz Viviane Pereira       |